# Digitaria duthieana
Digitaria duthieana är en gräsart som beskrevs av Johannes Jan Theodoor Henrard och Norman Loftus Bor. Digitaria duthieana ingår i släktet fingerhirser, och familjen gräs. Inga underarter finns listade i Catalogue of Life.